# Интернет-лингвистика
Интернет-лингвистика — подраздел лингвистики, который был сформулирован Дэвидом Кристалом. Этот подраздел науки занимается изучением новых форм употребления и использования языка, которые возникли под влиянием активного развития интернет-пространства и иных «новых» средств передачи информации, таких как текстовые сообщения. Начиная с момента появления науки, изучающей мотивацию человеческого поведения при работе с компьютерными системами (человеко-компьютерное взаимодействие, human-computer interaction, HCI), которая, в свою очередь, привела к возникновению связи путём использования компьютера (computer-mediated communication, CMC) или Интернета (Internet-mediated communication, IMC), эксперты признали, что лингвистика играет ключевую роль в формировании этой науки, особенно в отношении восприятия веб-интерфейса. Изучение развивающегося языка Интернета позволяет обеспечить дальнейшее развитие онлайн-пространства и может помочь не только лингвистам, но и самим пользователям.
Изучать интернет-лингвистику можно с точки зрения четырёх концепций: социолингвистической, образовательной, стилистической и практической. С развитием онлайн-пространства появились новые области изучения этой науки, например корпусная лингвистика. В свете растущего количества интернет-пользователей, будущее развитие интернет-лингвистики предопределено, так как появляются новые компьютерные технологии, и пользователи будут пытаться создавать новые способы общения в онлайн-пространстве. Интернет по-прежнему играет существенную роль как в создании новых языков, так и в отвлечении внимания от их использования.

## Основные концепции
Дэвид Кристал выделил четыре основные концепции интернет-лингвистики: социолингвистическую, образовательную, стилистическую и практическую. Все эти концепции взаимосвязаны и имеют влияние друг на друга.

### Социолингвистическая концепция
Эта концепция связана с изучением того, как общество оценивает влияние Интернета на изменение и развитие языков. Появление Интернета колоссально изменило общение между людьми и создало новые платформы для коммуникации (такие как текстовые сообщения, чаты, электронная почта, использование смайлов и т. д.)
Развитие новых платформ для общения вызвало обеспокоенность в отношении использования языка. Согласно Кристалу (2005) эта озабоченность не только не беспочвенна, но и уже не раз наблюдалась в истории — она всплывает каждый раз, когда технический прорыв влияет на язык. Примером подобных открытий могут служить появление печати в 15 веке, изобретение телефона в 19 веке или распространение радиовещания и телевещания в 20 веке.
Влияние Интернета можно рассматривать на уровне частного и профессионального пользования.
На личном уровне компьютерное общение осуществляется посредством текстовых сообщений или мобильных электронных писем, что привело к значительному расширению возможностей мгновенного общения. Примеры этого могут связаны с использованием Iphone и BlackBerry
Сейчас во многих учебных заведениях и преподавателям, и студентам предоставляются личные адреса электронной почты и аккаунты в специально созданных для учебных целей социальных сетях для ускорения обмена материалами, данными, а также для более быстрого доступа ко всей необходимой информации. Дискуссии в классе часто переходят в онлайн-пространство путём создания специализированных форумов. Например, студенты Наньянского технологического университета в образовательных целях объединяются на специализированном учебном портале edveNTUre, на котором они участвуют в дискуссиях, слушают и смотрят материалы, которые специально были подготовлены для них преподавателями, и выполняют онлайн-работы. Компания Apple в 2008 году запустила платформу iTunes U, которая представляет собой базу для размещения аудио- и видеокурсов от преподавателей крупнейших учебных заведений всего мира, которые пользователи этого ресурса могут смотреть и слушать абсолютно бесплатно. В числе партнеров iTunes U уже более 600 университетов из 18 стран, включая Оксфорд, Кэмбридж и Йельский Университет.
Подобная форма предоставления информации позволяет преподавателям находить новые способы общения со студенческой аудиторией, что дает возможность не только расширить аудиторию, которой адресуются материалы, но и сделать эти материалы более доступными. В Нью-Йоркском университете студенты привыкли к тому, что многие внештатные преподаватели читают им лекции по Skype, служащие библиотеки активно используют мгновенные сообщения для предоставления необходимой информации, а все услуги самой библиотеки доступны онлайн. Дальнейшее развитие подобных платформ общения с использованием компьютерных систем и их популярностью среди как преподавателей, так и студентов приведет к изменению языковых форм.
На профессиональном уровне социолингвистическая концепция проявляется в том, что практически все компании предоставляют своим сотрудникам доступ в Интернет, а также дают возможность использовать все корпоративные ресурсы и электронную почту. Подобная практика упрощает как внутреннее взаимодействие сотрудников компании, так и внешнее (с другими компаниями). На современном этапе многие создатели программного обеспечения для смартфонов стараются активно выйти на корпоративный рынок посредством создания возможностей для интеграции корпоративных ресурсов в телефон каждого сотрудника (например, компания Apple через ActiveSync позволяет сотрудникам связываться с рабочей электронной почтой, получать доступ к календарю и иным необходимым рабочим ресурсам удаленно, не находясь в офисе).
Дэвид Кристал считает, что создание новых средств связи с использованием компьютерных систем не приведет к деградации языка, а, наоборот, покажет насколько разнообразным может быть общение в Интернете.

#### Темы
Социолингвистическая составляющая Интернета может быть проанализирована через призму 5 связанных тем:
1. «Мультиязык» (Multilingualism) — изучает распространение и состояние различных языков в Интернете
2. Языковые изменения — с социолингвистической точки зрения, изменение языка зависит от ограничений, которые накладываются технологической составляющей и сменой социально-экономических приоритетов под влиянием глобализации. Она изучает изменение языка с течением времени, уделяя особое внимание сетевому жаргону.
3. Конверсационный анализ — исследует изменения в структуре социального взаимодействия в Интернете.
4. Стилистическое рассеивание — включает в себя изучение распространения интернет-жаргона и связанных с ним лингвистических форм в повсеместном использовании.
5. Метаязык и народная лингвистика — изучает то, как языковые формы и изменения классифицируются и обсуждаются.

### Образовательная концепция
С образовательной точки зрения интернет-лингвистика занимается изучением влияния интернета на использование формального языка, в особенности на академический английский, который, в свою очередь, оказывает влияние на лингводидактику. Быстрое развитие Интернета повлекло за собой появление новых языковых особенностей, характерных только для онлайн-пространства. Они включают в себя возрастание использования неформального письменного языка, противоречивость в стиле написания и стилистике, использование новых аббревиатур в интернет-чатах и мгновенных текстовых сообщениях (СМС), в которых технические ограничения на количество слов привели к появлению новых аббревиатур. Подобные акронимы в своем большинстве возникают по практическим соображениям — не только из-за технических ограничений, но и сокращения времени и количества приложенных усилий на общение через эти средства коммуникации. Примеры подобных сокращений — ЛОЛ (от англ. Laughing out loud) или омг (от англ. Oh my god).
Образовательная перспектива была во многом создана при исследовании влияния Интернета на обучение использованию языка. Это очень важный аспект, так как он влияет на обучение нынешних и будущих поколений студентов правильному и своевременному использованию неформального языка, который возникает в процессе использования Интернета. Эта обеспокоенность связана с использование неформального языка в учёбе или на официальных событиях. Кроме того, появляется проблема, связанная с более частым использованием студентами в институтских работах аббревиатур и сокращений, характерных для онлайн-пространства.
Лингвист и профессор Элеанор Джонсон предполагает, что широко распространенные ошибки в письме напрямую связаны с использованием Интернета, в котором преподаватели также обнаружили грамматические и орфографические ошибки в работах студентов. Однако не существует никаких научных доказательств для подтверждения этой гипотезы. Хотя и существует обоснованное беспокойство, связанное с влиянием Интернета на академические работы студентов, оно обостряется в связи с неформальной природой новых средств связи. Лингвист и профессор Наоми С. Барон (Naomi Baron) в Always On доказывает, что Интернет (Internet-mediated communication, IMC) (интернет-чаты, сообщения и почта) имеет ничтожное влияние на правописание студентов. Недавнее исследование, опубликованное Британским психологическим обществом (англ. British Psychological Society (BPS)) обнаружило, что студенты, которые часто отправляю СМС-сообщения, имеют более обширный словарный запас, что может привести к положительному влиянию на их развитие в области чтения.
Несмотря на то, что использование Интернета повлекло за собой использование стилистических форм, недопустимых в формальном академическом языке, было также отмечено, что использование Интернета необязательно должно навредить изучению языка, но также может и помочь. Интернет различными способами доказал, что он может помочь улучшить языковые знания, особенно при изучении иностранных языков. Интернет позволяет улучшить взаимодействие между теми, кто изучает иностранный язык и носителями языка, предоставляя возможность исправить ошибки, а также приобрести навыки ведения переговоров и убеждения.

### Стилистическая концепция
Стилистическая концепция изучает то, как Интернет и связанные с ним технологии способствовали развитию новых языковых форм, в особенности в литературе. Стилистическая концепция рассматривает Интернет как средство, через которое возникли новые языковые феномены. Новая модель языка представляет интерес для изучения, так как являет собой смесь устной и письменной речи. Например, традиционное письмо сравнивается с динамично развивающимся интернет-языком, в котором слова появляются в разных цветах и размерах шрифтов на компьютерном экране. Кроме того, новая модель языка также содержит в себе элементы, которые нельзя встретить в обычном, естественном языке. Примером подобных проявлений может стать обрамление сообщений, которое используется в ответах на электронные письма или в обсуждениях на форумах. В ответ на письмо люди, в своем большинстве, используют сообщение отправителя в качестве рамки для написания ответа. Есть возможность выбирать ответить на письмо полностью или только на некоторые его части, оставляя фрагменты текста неиспользованными. Дискуссии на форумах также дают возможность развить новую ветвь беседы к любому из комментариев, оставленному предыдущим участником.
Предстоящие исследования также включают в себя множество новых выражений, которые появляются благодаря Интернету и другим технологиям, и их влияние не только на письменный язык, но и на устную речь. Стилистика использования Интернет-языка наиболее полно отражается в приведенных ниже средствах связи, так как при их использовании всегда существует попытка обойти технические ограничения.

#### Сотовые телефоны
Сотовые телефоны обладают ярко выраженным потенциалом, кроме их стандартных коммуникативных функций. Это можно наблюдать в поэтических соревнованиях СМС-сообщений, например, в том, которое проводилось газетой The Guardian. Ограничение количества знаков 160 символами, налагаемое мобильным телефоном, дало мотивацию пользователям проявить всю свою языковую креативность, чтобы выйти за рамками возможного. Другой пример нового формата коммуникации с ограниченным числом символов — Твиттер (лимит 140 знаков). В отношении него также были организованы дебаты по поводу того, стоит ли считать Твиттер формой коммуникации для «ленивых» или, наоборот, креативным аспектом коммуникационного процесса. Несмотря на продолжающиеся дискуссии, нет сомнений в том, что Твиттер сделал свой вклад в лингвистическое многообразие и появление новых жаргонных выражений.
Мобильные телефоны также поспособствовали созданию нового литературного жанра — мобильной литературы. Классические мобильные романы представляют собой несколько глав, которые читатель загружает короткими частями. Основное отличие мобильной литературы от классических произведений заключается в том, что они предстают перед читателем в «сыром» виде, не подвергаясь редакторской правке. Стиль написания таких романов — короткие предложения, подобные текстовым сообщениям. Авторы этих романов также имеют возможность получать отзывы и предложения от своих читателей посредством таких средств связи, как электронные письма или онлайн-каналы обратной связи. В отличие от традиционного стиля написания, идеи читателей иногда внедряются в сюжетную линию, или авторы меняют сюжет истории в соответствии со спросом на их произведение и его популярность. Несмотря на их популярность, мобильные романы также критикуют за недостаточное разнообразие языка и большое количество грамматических ошибок.

#### Блоги
Блоги привели к появлению нового способа ведения дневников, и, с лингвистической точки зрения, язык, используемый в них, предстает «в своем самом естественном виде». Другая особенность блогов в отличие от почти всех других печатных форм литературы — возможность публикации текста без редакторской правки и стандартизации материала. Дэвид Кристал утверждает, что блоги стали «началом новой стадии в эволюции письменного языка». Популярность блогов возросла до такой степени, что кроме изначальных блогов в письменной форме, стали появляться фотоблоги, видеоблоги, аудиблоги и моблоги. Это развитие интерактивной блогосферы привело к появлению новых лингвистических обозначений и стилей, ещё большее количество которых должно возникнуть в будущем.

#### Виртуальный мир
Виртуальные миры позволяют получить инсайт того, как пользователи адаптируют естественные формы языка под общение в новых медиа. Интернет-язык, возникший через взаимодействие пользователей в текстовых чатах и компьютерных симуляторах, привел к развитию сленга внутри цифровых технологий. Примером этого может послужить то, как пользователи адаптировали различные выражения, чтобы иметь возможность подстраиваться под ограничения сетевого пространства в возможности полноценно выражать эмоции (эффект «потери эмоциональности»).
Общение в ролевых играх МПМ (Многопользовательский мир)и виртуальных мирах обладает высокой степенью интерактивности с акцентом на скорости, краткости и спонтанности. В результате этого общение в интернете стало более живым, изменчивым, неструктурированным и открытым. Кроме вклада в подобные новые формы языка, виртуальные миры также используются для обучения языку. Изучения языка в виртуальном мире (Virtual world language learning) предоставляет студентам симуляцию реального мира, позволяя им изобретать новые способы улучшения знаний языка. В большей степени изучение языка подобным методом подходит юным учениками, так как они воспринимают эти миры как «естественное место, чтобы учиться и играть».

#### Электронная почта
Одна из самых популярных интернет-технологий для изучения в рамках этой концепции — электронная почта, расширившая языковую стилистику во многих сферах. Исследование, посвященное изучению профайлов электронной почты, выявило использование в ней гибрида речи и элементов письменного стиля, касающихся формата, грамматики и стиля написания. Электронная почта быстрыми темпами заменяет традиционные письма благодаря своему удобству, скорости и спонтанности. Электронную почту часто считают неформальным способом общения из-за её временного характера и возможности мгновенного удаления сообщений. Однако с течением времени и «взрослением» электронной почты, она перестает использоваться только для отправки неформальных сообщений друзьям и родственникам. Деловая переписка все в большей степени происходит посредством отправления электронных сообщений. Она также используется при поиске работы и отправлении резюме потенциальным работодателям. Результатом подобного сдвига в сторону использования электронной почты для делового общения станет сочетание в ней формальных и неформальных стилей общения.
Другой лингвистический аспект использования электронной почты связан с её влиянием на образование студентов. В то время как электронную почту обвиняют в том, что студенты все больше используют неформальный язык в письменных работах, Дэвид Кристал утверждает, что электронные письма «не являются угрозой для языкового образования». Кроме того, посредством электронных писем молодое поколение может развивать навыки письма и общения, так как формулирование мыслей и идей в любом случае требует приложения ряда усилий, даже если происходит через цифровые средства связи.

#### Мгновенные сообщения
Как и другие формы онлайн-общения, мгновенные сообщения также выработали свои собственные акронимы и сокращения. Однако общение через мгновенные сообщения имеет значительное отличие от чатов и электронной почты, так как позволяет собеседникам поддерживать диалог в режиме реального времени. Мгновенные сообщения приводят к «усилению» фамильярности в отношениях между участниками беседы. Подобная интимность беседы позволяет использовать неформальный язык в большей степени, что обуславливает возникновение в языке «печатных выкрутасов». В мгновенных сообщениях также остро проявляется стилистическое разнообразие, так как разница в возрасте между участниками может быть колоссальной. Например, внучка, использующая этот вид связи для общения с бабушкой. В отличие от групповых чатов, в которых участники обычно объединены общими интересами, в данном случае нет необходимости подстраивать язык друг под друга.

### Практическая концепция
Практическая концепция рассматривает Интернет с точки зрения его коммуникационных возможностей — плохого и хорошего. Интернет представляет собой платформу, на которой пользователи могут ощутить существование «мультиязыка» (multilingualism). Хотя английский по-прежнему является доминирующим языком в Интернете, количество пользователей с другими языками постепенно возрастает. Статистика глобального использования интернета (Global Internet usage) содержит данные о национальности, языковой принадлежности и географическом расположении пользователей интернета. Количество используемых в интернете языков возрастает пропорционально тому, как все больше членов языковых общностей становятся пользователями сети. Для них Интернет также является платформой, где можно оживить вымирающий язык и осведомлять о его существовании других пользователей. Интернет предоставляет этим языкам возможность развиваться в двух направлениях — возрождение языков и документация языков (language documentation)

#### Документирование языка
Во-первых, Интернет упрощает документирование, протоколирование языка и языковых феноменов. Цифровые архивы видео- и аудиоматериалов не только позволяют сохранить документы о языке, но и дают возможность распространять их через Интернет. Публичное распространение информации о вымирающих языках пробуждает всемирный интерес к документации языка.
Такая организация, как Hans Rausing Endangered Languages Project (HRELP) помогает развивать интерес к проблеме документирования языка. Этот проект нацелен на поиск вымирающих языков, их сохранение, документирование и распространение материалов среди всех заинтересованных. Собранные материалы становятся доступными онлайн в программе Архив Вымирающих Языков (Endangered Languages Archive (ELAR)).
Существуют и другие онлайн-проекты, которые поддерживают документирование языков, например, Language Archive Newsletter — ресурс, на котором содержатся новости и статьи, связанные с тематикой вымирающих языков. Веб-страница Ethnologue также содержит краткую информацию обо всех живых языках на земле. Создание ресурсов и размещение на них информации о вымирающих языках позволяет ученым использовать эти материалы, в результате чего появляется возможность сохранение языка.

#### Возрождение языков
Во-вторых, Интернет упрощает процесс восстановления языка. В течение последних лет цифровая среда развивалась в различных сферах, усложнялась, позволяя виртуальное взаимодействие. От электронных писем и чатов до мгновенных сообщений — все эти средства позволили убрать расстояние, разделяющее агентов коммуникации. Например, электронные письма были переняты языковым курсами, чтобы вдохновить студентов на общение в различных стилях (деловой, неформальный и т. д.), а также спровоцировать на дискуссию. Подобным образом электронные письма могут быть использованы языковыми меньшинствами, живущими в странах, где не говорят на их родном языке, для общения с семьей или друзьями и поддержания своих знаний. С появлением Скайпа восстановление языка через интернет стало также доступно малообразованным пользователям.
Преподаватели на Гавайях использовали Интернет в своих программах по возрождению языка. Система Leoki (Powerful Voice), созданная в 1994 году, поддерживает только гавайский язык. Она установлена в школах и включает в себя возможность отправлять электронные письма, создавать чаты, использовать словари и читать онлайн-версии газет. В высших учебных заведениях (колледжах или университетах), где эта система ещё не была внедрена, преподаватели используют другие программное обеспечение и интернет-средства, такие как Daedalus Interchange или веб-страницы, для того, чтобы дать студентам возможность связаться с отличными общностями.
Другой вариант использования Интернета — написание студентами, представляющими языковые меньшинства, работ, связанных с их национальной культурой, на своем родном языке для широкой аудитории. Также с целью сохранения языка, носители окситанского языка через интернет пробовали связаться с другими носителями, живущими в разных частях мира. Эти методы обосновывают использование вымирающих языков с целью общения на них. Кроме того, использование цифровых технологий, которые представляются молодому поколению «клевыми», не только привлечет его, но и позволит поддержать интерес к родному языку.

### Использование Интернета
Интернет может также быть использован с целью осуществления террористических актов, мошенничества и для педофилии. В последние годы возросло количество преступлений, в которых был так или иначе задействован Интернет, например, посредством электронных писем или IRC (англ. Internet Relay Chat), так как они позволяют сохранить анонимность. Подобные преступления вызывают обеспокоенность общественности по поводу безопасности и защищенности. Развитие программ ограничения веб-контента, основанные на поиске определённых слов и словосочетаний в текстах, остается эффективным, для противодействия неправомерного использования сетевых технологий.
Качество литературы, специализирующейся на лингвистике, остается на низком уровне, что мешает практической реализации подходов интернет-лингвистики в том числе в сфере обеспечения безопасности для пользователей сети. До сих пор остается множество потенциальных сфер для изучения в рамках лингвистики интернета. В смежных сферах исследования наблюдается, в частности, применение семантической паутины для защиты персональных данных и предотвращения интернет-мошенничества.
Вопросы связанные с мошенничеством, безопасностью и прочие подобные являются не единственной сферой практического приложения интернет-лингвистики. В частности, лингвисты все чаще смотрят на коммуникации в интернете как на точку роста и естественного развития современных национальных языков.

## Будущее интернет-лингвистики
С появлением более совершенных систем коммуникации посредством Интернета/использования компьютера в купе с большей готовностью людей подстраиваться под новые требования усложняющегося с технологической точки зрения мира ожидается, что большее количество пользователей продолжат изменять свой язык, чтобы иметь возможность участвовать в новых формах коммуникации.
Количество пользователей в Интернете по всему миру растет и скорость встраивания в мировую паутину различных культур, лингвистических особенностей и различий в языках отдельных групп людей. Эти лингвистические особенности каждого отдельного пользователя Интернета в будущем сыграют огромную роль в развитии интернет-лингвистики, что станет наиболее ярко выражено в количестве языков, присутствующих в Интернете. С 2000 по 2010 год Интернет-бум настиг неанглоговорящие страны (Китай, Индию, страны Африки), что привело к проникновению других языков (не английского) в онлайн-пространство.
Особой темой для изучения может стать взаимодействие английского языка с другими языками, на основе чего рождаются новые формы общения между представителями разных культур. При смешении двух языков образуются новые стилистические формы, которые впоследствии могут перейти в другие культуры. Китайский и корейский языки уже изменились под влиянием английского языка, что привело к возникновению уникального мультиязычного Интернет-жаргона.
В текущем своем состоянии Интернет предоставляет возможность для обучения и популяризации редких языков. Однако подобно тому, как межъязыковое взаимодействие способствовало внедрению английского языка в китайский и корейский языки и появлению в них сетевого сленга, малораспространенные языки также подвержены изменению под воздействием языков, широко используемых в интернете (таких, как, например, английский и испанский). Помимо того, что межъязыковое взаимодействие может снизить степень чистоты и подлинности редких языков, их лингвистическая близость к более распространенным языкам может также негативно повлиять на их развитие. Например, те, кто намеревается изучить язык этнического меньшинства, могут получить все необходимую информацию о нём на общеизвестном языке и остановиться на этом, тем самым отрицательно влияя на количество потенциальных носителей и так малораспространенного языка. К тому же, носители редких языков стараются приобщиться к массовой культуре и изучают более популярные языки, чтобы быть в курсе последних событий, что, в свою очередь, также приводит к постепенному вымиранию их родных языков.

## Дополнительно
- Aitchison, J., & Lewis, D. M. (Eds.). (2003). New Media Language. London and New York: Routledge. ISBN 0-415-28303-5
- Baron, N. S. (2000). Alphabet to Email: How Written English Evolved and Where It’s Heading. London and New York: Routledge. ISBN 0-415-18685-4
- Beard, A. (2004). Language Change. London and New York: Routledge. ISBN 0-415-32056-9
- Boardman, M. (2005). The Language of Websites. New York and London: Routledge. ISBN 0-415-32854-3
- Crystal, D. (2004). A Glossary of Netspeak and Textspeak. Edinburgh: Edinburgh University Press. ISBN 0-7486-1982-8
- Crystal, D. (2004). The Language Revolution (Themes for the 21st Century). United Kingdom: Polity Press Ltd. ISBN 0-7456-3312-9
- Crystal, D. (2006). Language and the Internet (2nd Ed.). Cambridge: Cambridge University Press. ISBN 978-0-521-86859-4
- Crystal, D. (2011). Internet Linguistics: A Student Guide. New York: Routledge. ISBN 978-0-415-60271-6
- Dieter, J. (2007). Webliteralität: Lesen und Schreiben im World Wide Web. ISBN 3-8334-9729-7
- Enteen, J. (2010). Virtual English: Internet Use, Language, and Global Subjects. London and New York: Routledge. ISBN 0-415-97724-X
- Gerrand, P. (2009). Minority Languages on the Internet: Promoting the Regional Languages of Spain. VDM Verlag. ISBN 3-639-19111-0
- Gibbs, D., & Krause, K. (Eds.). (2006). Cyberlines 2.0.: Languages and Cultures of the Internet. Australia: James Nicholas Publishers. ISBN 1-875408-42-8
- Jenkins, J. (2003). World Englishes: A Resource Book for Students. London and New York: Routledge. ISBN 0-415-25806-5
- Macfadyen, L. P., Roche, J., & Doff, S. (2005). Communicating Across Cultures in Cyberspace : A Bibliographical Review of Intercultural Communication Online. Lit Verlag. ISBN 3-8258-7613-6
- Thurlow, C., Lengel, L. B., & Tomic, A. (2004). Computer Mediated Communication: Social Interaction and the Internet. London: Sage Publications. ISBN 0-7619-4954-2
- Потапова Р. К. Новые информационные технологии и лингвистика. — М.: Московский государственный лингвистический университет, 2002. — Глава V. Гипертекст в помощь лингвисту
  - Потапова Р. К. Новые информационные технологии и лингвистика. 7-е изд. — М.: Ленанд, 2021. — 368 с. ISBN 978-5-9710-7580-6
- Сидорова М. Ю. ИНТЕРНЕТ-ЛИНГВИСТИКА: РУССКИЙ ЯЗЫК. МЕЖЛИЧНОСТНОЕ ОБЩЕНИЕ. Издательство «1989.ру» МОСКВА 2006 http://www.philol.msu.ru/~sidorova/files/blogs.pdf
- Столетов A. Сетевая лингвистика http://www.marketing.spb.ru/lib-around/science/netlinguistics.htm
- Ахренова Н. А. ТЕОРЕТИЧЕСКИЕ ОСНОВЫ ИНТЕРНЕТ-ЛИНГВИСТИКИ. Филологические науки. Вопросы теории и практики. Тамбов: Грамота, 2013. № 10 (28). C. 22-26. ISSN 19972911
- Компанцева Л. Ф. Интернет-лингвистика: когнитивно-прагматический и лингвокультурологический подходы: монография. Знание, 2008.
- Дедова О. В. Теория гипертекста и гипертекстовые практики в Рунете. — М.: МАКС Пресс, 2008. — 284 с. ISBN 978-5-317-02499-4
- Горошко Е. И. Лингвистика Интернета: формирование дисциплинарной парадигмы. http://www.textology.ru/article.aspx?aId=76
- Тошович Б. Интернет-стилистика. — М.: ФЛИНТА-Наука, 2015. — 238 с. http://i.uran.ru/webcab/system/files/bookspdf/internet-stilistika/223140.pdf
- Речевая коммуникация в сетевых структурах: между глобальным и локальным. Сб. науч. трудов / РАН. ИНИОН. Отдел языкознания; отв. ред. Потапов В.В., Казак Е.А. – М., 2022. – 280 с.